# 万水泉站
万水泉站位于内蒙古自治区包头市东河区万水泉镇，建于1958年，是唐包铁路（原划为包兰铁路）的一个车站。距离上行车站包头东站8公里，距离下行车站包头站8公里。该车站隶属于呼和浩特铁路局包头车站，目前不办理客运业务，货运办理整车普通货物发到。车站设有通往鑫诺泰利达物流、神华煤制油化工鄂尔多斯煤制油分公司、达拉特旗海业投资、亿利化学工业等单位的专用线。